# Rogue Valley International–Medford Airport

i7
i11
i13
Der Rogue Valley International–Medford Airport (IATA-Code: MFR, ICAO-Code: KMFR) ist der Verkehrsflughafen der amerikanischen Kleinstadt Medford im US-Bundesstaat Oregon.

## Lage und Verkehrsanbindung
Der Rogue Valley International–Medford Airport befindet sich fünf Kilometer nördlich des Stadtzentrums von Medford. Die Interstate 5 verläuft westlich des Flughafens, während die Oregon Route 62 östlich des Flughafens verläuft.
Der Rogue Valley International–Medford Airport wird durch Busse in den Öffentlichen Personennahverkehr eingebunden. Die RVTD Route 61 fährt das Passagierterminal regelmäßig an.

## Geschichte
Im Jahr 1922 kauften die Stadt Medford und das Jackson County das Newell Barber Field, welches in Medford Field umbenannt wurde. Dieses wurde für die Nutzung durch die Air Patrol des United States Forest Service erworben. Ab 1926 flog Pacific Air Transport als erste Fluggesellschaft nach Medford. 1928 wurde der Standort für einen neuen Flughafen ausgewählt.
Im Oktober 1929 wurde eine Start- und Landebahn am heutigen Standort fertiggestellt. Der Flughafen wurde offiziell am 4. August 1930 als Medford Municipal Airport eröffnet. In den 1930er Jahren wurde eine Querwindbahn errichtet, die bereits bestehende Start- und Landebahn wurde erweitert. Während des Zweiten Weltkriegs übernahm das Kriegsministerium der Vereinigten Staaten die Kontrolle über den Flughafen.
1949 wurde die Luftrettungsorganisation Mercy Flights gegründet, welche den Flughafen bis heute nutzt. 1958 richtete der United States Forest Service eine Basis für Löschflugzeuge eingerichtet. 1968 wurden Mittel zur Einrichtung Anflugbefeuerung und eines Instrumentenlandesystems bereitgestellt. Zudem wurden weitere Verbesserungen an der Start- und Landebahn 14/32 durchgeführt. Im Januar 1971 stimmte eine Mehrheit der Wähler dafür, den Flughafen von der Stadt Medford auf das Jackson County zu übertragen. Dies wurde im April 1971 vollzogen.
Im Oktober 1994 eröffnete der United States Customs Service ein Büro am Flughafen ein. Im Dezember 1994 wurde die erste internationale Sendung abgefertigt, der erste internationale Passagierflug, ein Privatjet aus Kanada, folgte im März 1994. Im September 1995 wurde eine Foreign Trade Zone am Flughafen eingerichtet, im gleichen Jahr wurde der Flughafen in Rogue Valley International–Medford Airport umbenannt. Von 1999 bis 2000 wurde die Start- und Landebahn um rund 640 Meter erweitert. Im Januar 2003 schloss der United States Customs Service das Büro am Flughafen.
Am 16. Juni 2008 begann der Bau eines neuen Kontrollturms. Am 3. Januar 2009 wurde ein neues Passagierterminal eröffnet. Der erste Flug wurde jedoch erst am 11. Januar 2009 abgefertigt. Am 5. Mai 2009 folgte die Einweihung des neuen Kontrollturms. Im Jahr 2010 begann der Bau zwei neuer Frachthallen, welche im Herbst des nächsten Jahres fertiggestellt wurden. Im Jahr 2014 wurde eine Very Large Air Tanker Base eingerichtet, welche die Nutzung des Flughafens durch Löschflugzeuge des Typs McDonnell Douglas DC-10 ermöglicht.

## Flughafenanlagen

Flughafendiagramm

Der Rogue Valley International–Medford Airport erstreckt sich über 366 Hektar.

### Start- und Landebahnen
Der Rogue Valley International–Medford Airport verfügt über eine Start- und Landebahnen. Die Start- und Landebahn 14/32 ist 2682 Meter lang und 46 Meter breit, der Belag besteht aus Asphalt.

#### Geschlossene Start- und Landebahn
Bis 2010 verfügte der Flughafen über eine Querwindbahn mit der Kennung 09/27. Sie war 956 Meter lang, 30 Meter breit und ebenfalls mit einem Belag aus Asphalt ausgestattet. Das verbliebene Teilstück der Start- und Landebahn 09/27 wird mittlerweile als Rollbahn genutzt.

### Passagierterminal

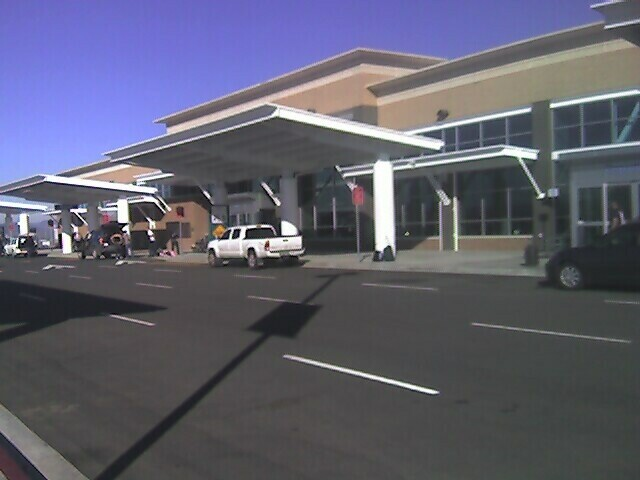
Außenansicht des Passagierterminals

Der Rogue Valley International–Medford Airport verfügt über ein Passagierterminal. Dieses wurde am 3. Januar 2009 eröffnet, der erste Flug wurde jedoch erst am 11. Januar 2009 abgefertigt. Das Passagierterminal hat eine Grundfläche von rund 7154 Quadratmetern, verteilt auf zwei Stockwerke. Bisher ist nur ein Flugsteig mit einer Fluggastbrücke ausgestattet. Auf dem Vorfeld des Terminals befinden sich 13 Parkpositionen. Drei Positionen sind für Flugzeuge bis zur Größe einer Boeing 737-900 geeignet, die restlichen Parkpositionen können lediglich von Regionalflugzeugen genutzt werden.

### Frachtterminals
Der Flughafen verfügt über drei kleine Frachthallen. Eine wird von FedEx betrieben.

## Fluggesellschaften und Ziele
Der Rogue Valley International–Medford Airport wird von den Fluggesellschaften Allegiant Air, American Eagle, Delta Connection, Horizon Air und United Airlines/United Express genutzt. Zusätzlich wird der Flughafen von den Frachtfluggesellschaften Ameriflight und Empire Airlines genutzt. Empire Airlines fliegt den Flughafen dabei ausschließlich im Auftrag von FedEx an, während Ameriflight im Auftrag von United Parcel Service und anderen Kunden anfliegt.
Es werden neun Ziele in den Vereinigten Staaten angeflogen, darunter vor allem die Drehkreuze der einzelnen Fluggesellschaften.

## Verkehrszahlen
| Verkehrszahlen des Rogue Valley International–Medford Airport 1978–2019 | Verkehrszahlen des Rogue Valley International–Medford Airport 1978–2019 | Verkehrszahlen des Rogue Valley International–Medford Airport 1978–2019 | Verkehrszahlen des Rogue Valley International–Medford Airport 1978–2019 |
| Jahr                                                                    | Fluggastaufkommen                                                       | Luftfracht (Tonnen) (mit Luftpost)                                      | Flugbewegungen                                                          |
| ----------------------------------------------------------------------- | ----------------------------------------------------------------------- | ----------------------------------------------------------------------- | ----------------------------------------------------------------------- |
| 2019                                                                    | 1.087.873                                                               | 3.349                                                                   |                                                                         |
| 2018                                                                    | 1.010.920                                                               | 3.142                                                                   | 43.293                                                                  |
| 2017                                                                    | 901.578                                                                 | 3.140                                                                   | 38.517                                                                  |
| 2016                                                                    | 822.289                                                                 | 2.968                                                                   | 39.077                                                                  |
| 2015                                                                    | 757.971                                                                 | 2.654                                                                   | 38.065                                                                  |
| 2014                                                                    | 664.423                                                                 | 2.607                                                                   | 39.503                                                                  |
| 2013                                                                    | 631.234                                                                 | 2.360                                                                   | 40.316                                                                  |
| 2012                                                                    | 642.569                                                                 | 2.193                                                                   | 41.164                                                                  |
| 2011                                                                    | 618.195                                                                 | 2.335                                                                   | 42.063                                                                  |
| 2010                                                                    | 639.679                                                                 | 2.467                                                                   | 50.046                                                                  |
| 2009                                                                    | 594.532                                                                 | 2.322                                                                   | 43.936                                                                  |
| 2008                                                                    | 604.690                                                                 | 2.828                                                                   | 51.261                                                                  |
| 2007                                                                    | 647.471                                                                 | 3.218                                                                   | -                                                                       |
| 2006                                                                    | 597.965                                                                 | 3.636                                                                   | -                                                                       |
| 2005                                                                    | 594.682                                                                 | 3.835                                                                   | -                                                                       |
| 2004                                                                    | 532.194                                                                 | 3.556                                                                   | -                                                                       |
| 2003                                                                    | 481.990                                                                 | 3.183                                                                   | -                                                                       |
| 2002                                                                    | 462.098                                                                 | 3.524                                                                   | -                                                                       |
| 2001                                                                    | 464.535                                                                 | 3.341                                                                   | -                                                                       |
| 2000                                                                    | 492.065                                                                 | 4.596                                                                   | -                                                                       |
| 1999                                                                    | 456.796                                                                 | 719                                                                     | -                                                                       |
| 1998                                                                    | 453.806                                                                 | -                                                                       | -                                                                       |
| 1997                                                                    | 438.637                                                                 | -                                                                       | -                                                                       |
| 1996                                                                    | 377.758                                                                 | -                                                                       | -                                                                       |
| 1995                                                                    | 372.246                                                                 | -                                                                       | -                                                                       |
| 1994                                                                    | 302.841                                                                 | -                                                                       | -                                                                       |
| 1993                                                                    | 307.621                                                                 | -                                                                       | -                                                                       |
| 1992                                                                    | 314.312                                                                 | -                                                                       | -                                                                       |
| 1991                                                                    | 279.495                                                                 | -                                                                       | -                                                                       |
| 1990                                                                    | 283.550                                                                 | -                                                                       | -                                                                       |
| 1989                                                                    | 288.665                                                                 | -                                                                       | -                                                                       |
| 1988                                                                    | 294.753                                                                 | -                                                                       | -                                                                       |
| 1987                                                                    | 354.028                                                                 | -                                                                       | -                                                                       |
| 1986                                                                    | 326.946                                                                 | -                                                                       | -                                                                       |
| 1985                                                                    | 246.135                                                                 | -                                                                       | -                                                                       |
| 1984                                                                    | 262.686                                                                 | -                                                                       | -                                                                       |
| 1983                                                                    | 277.362                                                                 | -                                                                       | -                                                                       |
| 1982                                                                    | 226.832                                                                 | -                                                                       | -                                                                       |
| 1981                                                                    | 167.087                                                                 | -                                                                       | -                                                                       |
| 1980                                                                    | 213.595                                                                 | -                                                                       | -                                                                       |
| 1979                                                                    | 233.727                                                                 | -                                                                       | -                                                                       |
| 1978                                                                    | 260.370                                                                 | -                                                                       | -                                                                       |

### Verkehrsreichste Strecken
| Rang | Stadt                       | Passagiere | Fluggesellschaften                        |
| ---- | --------------------------- | ---------- | ----------------------------------------- |
| 01   | Seattle/Tacoma, Washington  | 132.430    | Delta Connection, Horizon                 |
| 02   | Portland, Oregon            | 86.810     | Horizon                                   |
| 03   | San Francisco, Kalifornien  | 80.740     | United Express                            |
| 04   | Los Angeles, Kalifornien    | 71.850     | Allegiant, American Eagle, United Express |
| 05   | Denver, Colorado            | 66.820     | United/United Express                     |
| 06   | Salt Lake City, Utah        | 46.540     | Delta Connection                          |
| 07   | Phoenix–Sky Harbor, Arizona | 22.480     | American Eagle                            |
| 08   | Las Vegas, Nevada           | 16.430     | Allegiant                                 |
| 09   | Phoenix–Mesa, Arizona       | 2.860      | Allegiant                                 |
| 10   | Detroit, Michigan           | 370        | k. A.                                     |